# Parafia Matki Bożej Ostrobramskiej w Białymstoku
Parafia Matki Bożej Ostrobramskiej w Białymstoku – parafia Katolickiego Kościoła Narodowego w RP w Białymstoku.
Parafia erygowana 13 kwietnia 2017. Proboszczem parafii jest ks. Emil Ostaszewski.